# Centură de castitate

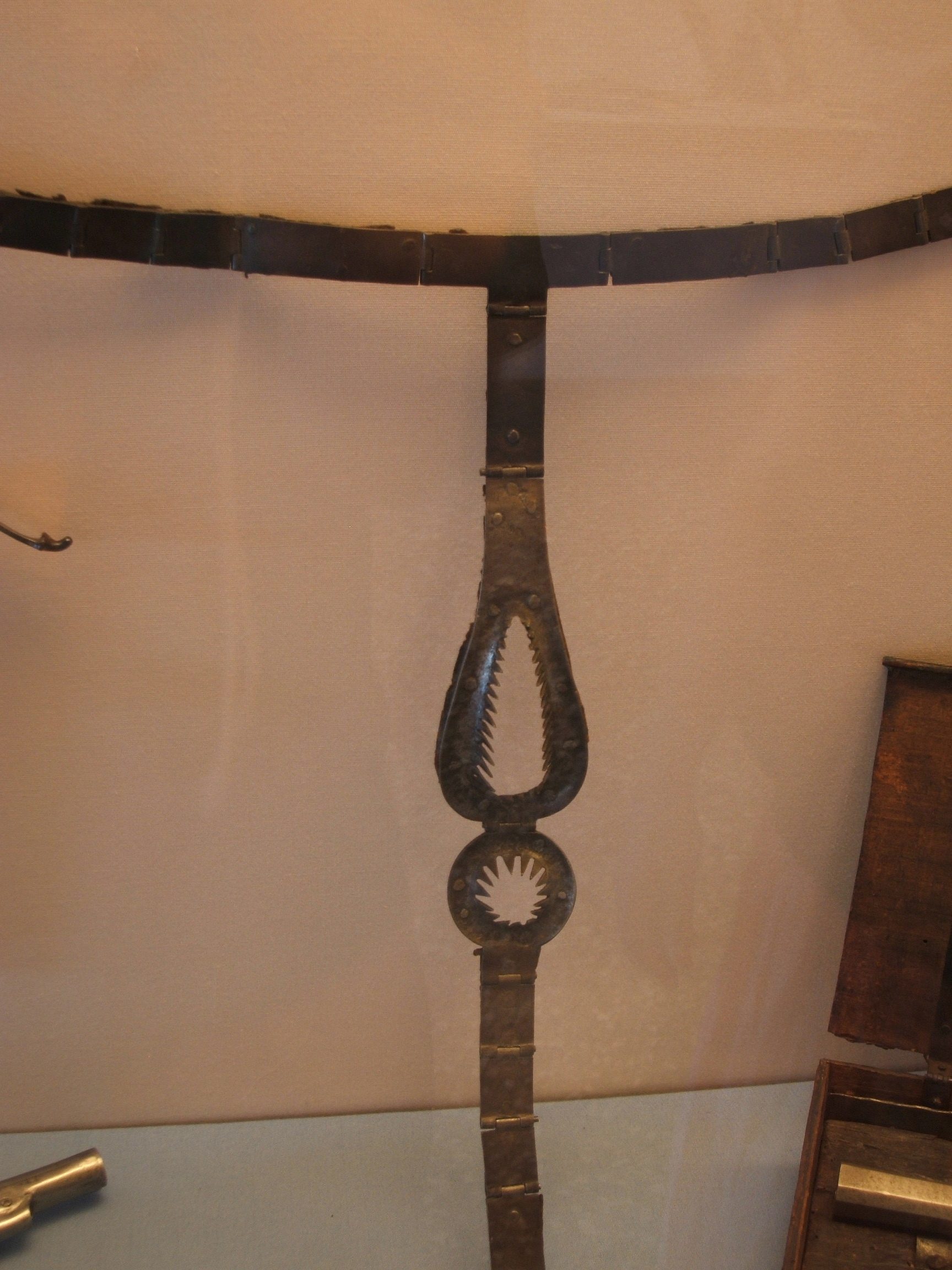
Centură de castitate venețiană expusă în Palatul Dogilor. (Presupusă a fi din secolele XVI-XVII.)

O centură de castitate este un dispozitiv destinat să prevină ca un subiect uman, indiferent dacă este de acord sau nu, să aibă relații sexuale prin penetrație. Variante derivate ale acestui tip de dispozitiv, de asemenea, au fost folosite să prevină masturbarea. Astfel de centuri au fost concepute inițial pentru femei, aparent cu scopul de a le păstra castitatea, de a le proteja de viol sau de a descuraja femeile și potențialii lor parteneri sexuali de ispita contactului sexual. Versiunile moderne ale centurii de castitate sunt folosite predominant, dar nu exclusiv, în cadrul comunității BDSM, iar acest tip de centuri sunt acum concepute și pentru purtători de sex masculin, pe lângă cele pentru purtători de sex feminin.
Potrivit miturilor moderne, centura de castitate a fost folosit ca un dispozitiv împotriva tentației sexuale în timpul cruciadelor. Când cavalerul pleca spre Țara Sfântă în timpul acestora, soția lui primea o centură de castitate pentru a dovedi că-i este credincioasă. Cu toate acestea, nu există dovezi credibile că centurile de castitate au existat anterior secolului al XV-lea (la peste un secol după ultima cruciadă în Orientul Mijlociu), iar principala lor perioadă de aparentă utilizare a fost mai degrabă epoca Renașterii decât Evul Mediu. Cercetările efectuate cu privire la istoria centurilor de castitate sugerează că acestea nu au fost utilizate până în secolul al XVI-lea, iar apoi au fost folosite destul de rar. Ulterior, ele au devenit disponibile pe scară largă ca dispozitive medicale antimasturbare în secolul al XIX-lea.
Centurile de castitate renascentiste au avut căptușeli textile, pentru a preveni ca bucățile mari de metal să intre în contact direct prelungit cu pielea. Aceste centuri au trebuit să fie schimbate destul de frecvent deoarece nu erau practice pentru purtarea pe termen lung. Folosirea neîntreruptă a centurii de castitate pe termen lung putea cauza infecții genito-urinare și răni abrazive, ducând astfel la septicemie și uneori chiar la moarte.

## Utilizare istorică

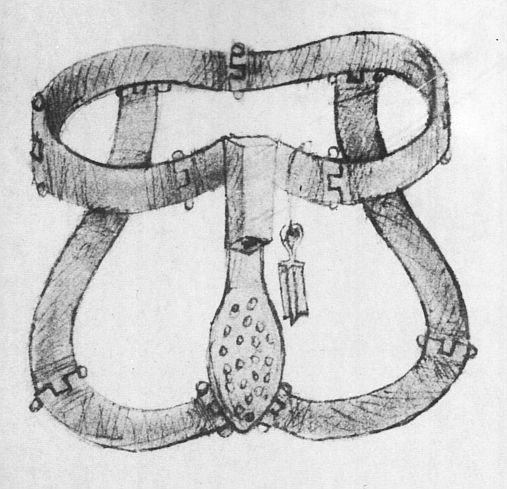
Schiță din Bellifortis (cca. 1405)

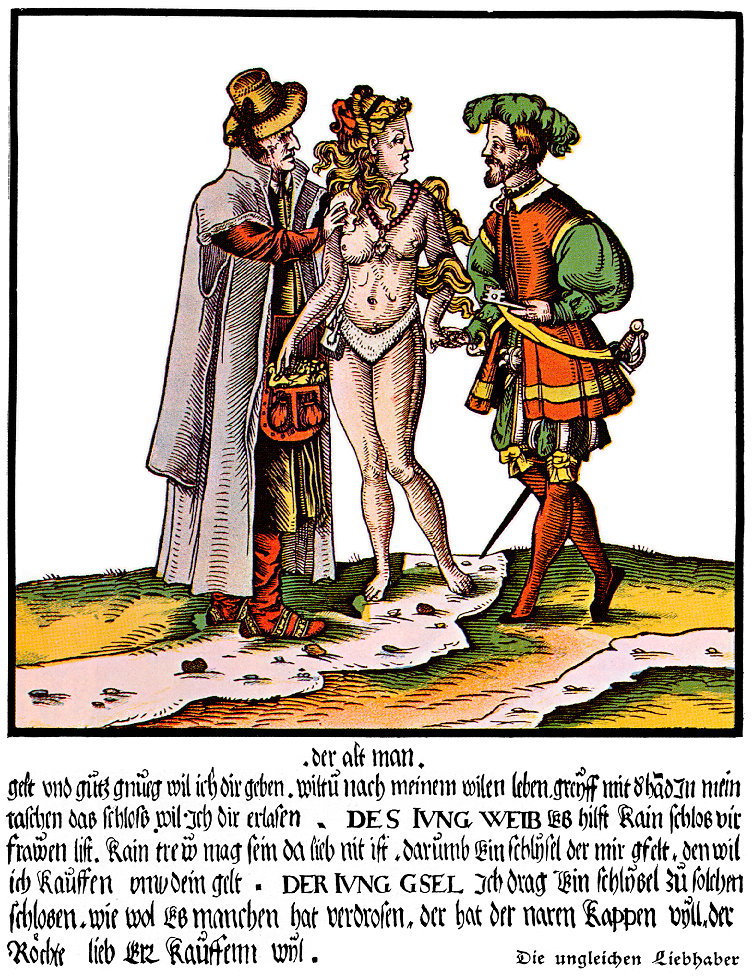
Gravură satirică colorată germană din secolul al XVI-lea

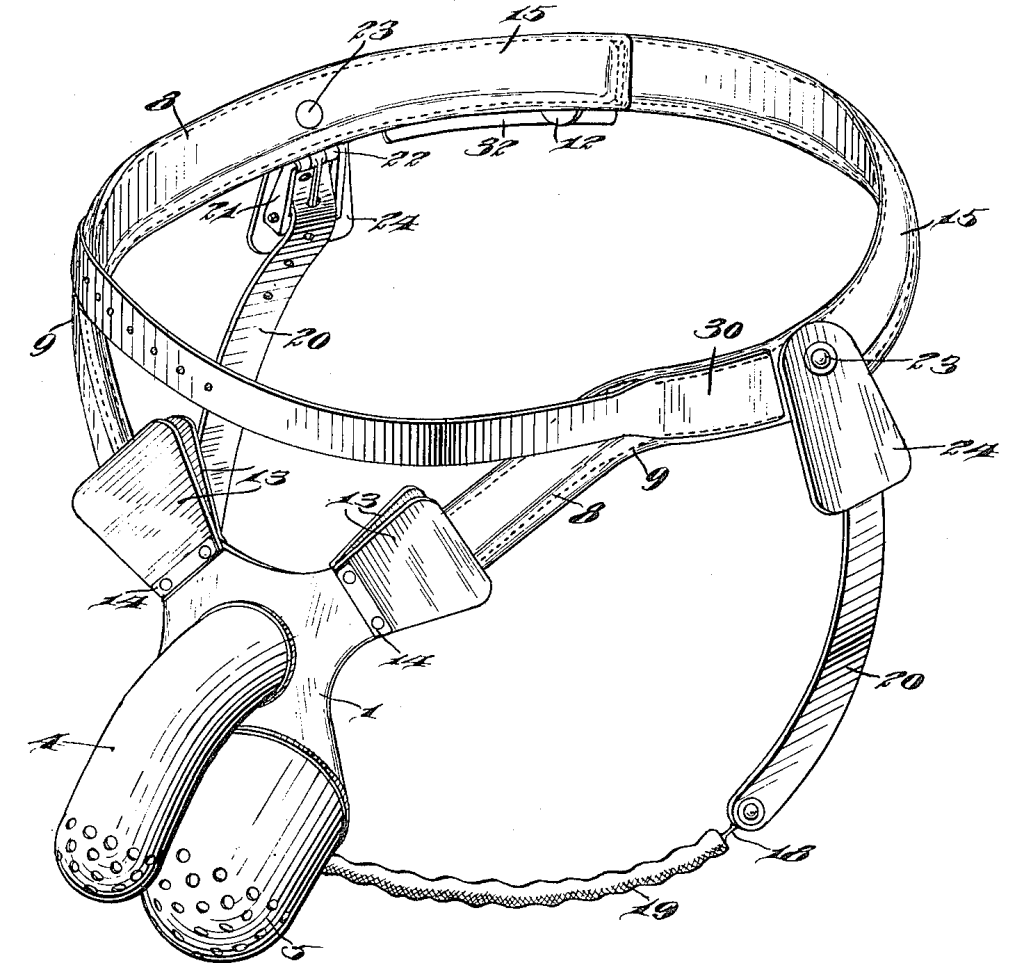
Extras din Brevetul US 995600 al lui Jonas E. Heyser.

Grigore cel Mare, Alcuin de York, Bernard de Clairvaux și Nicholas Gorranus au făcut referiri sumare la „centurile de castitate” în cadrul discursurilor publice, dar într-un sens figurativ sau metaforic inclus în contextul lor istoric.
Prima mențiune detaliată în Occident a ceea ce ar putea fi considerată drept „centură de castitate” este în manualul Bellifortis (1405) al lui Konrad Kyeser von Eichstätt, care descrie tehnologia militară a epocii. Cartea include un desen care este însoțit de următorul text latin: „Est florentinarum hoc bracile dominarum ferreum et durum ab antea sic reseratum.” („Acestea sunt centuri din fier ale femeilor florentine care sunt închise în față.”) Centura din acest desen este descrisă de Dingwall ca „atât de incomodă și de grea”, având „puține în comun cu modelele de mai târziu, care au îndeplinit același scop”. Relatarea din Bellifortis nu este susținută de nici o dovadă concretă sau de documente suplimentare. Polidoro susține că precizarea lui Kyeser era menită să fie un subiect umorist sau ironic și că mențiunea lui Dingwall a utilizării centurilor de castitate de câțiva oameni bogați în secolele al XVI-lea și al XVII-lea pentru a se asigura de fidelitatea mult mai tinerelor soții ar trebui să fie tratată în mod critic, din cauza lipsei de artefacte efective de această natură din perioada istorică în cauză și a lipsei de mențiuni documentare contemporane mai detaliate.
În 1889, o centură din fier și piele a fost găsită de către Anton Pachinger — un colecționar german de antichități din Linz (Austria) — într-un mormânt în care se afla scheletul unei femei tinere. Femeia a fost, se pare, îngropată în secolul al XVI-lea. Pachinger, cu toate acestea, nu a putut găsi în arhivele orașului nici o înregistrare a înmormântării femeii. Centura în sine, împreună cu majoritatea obiectelor din colecția lui Pachinger, a fost pierdută.
Două centuri au fost expuse la Muzeul Cluny din Paris. Prima, un cerc simplu și o placă de fier acoperite cu catifea, se presupune că a fost purtată de Caterina de' Medici. Cealaltă — presupusă a fi purtată de Ana de Austria — este o pereche de plăci prinse cu balamale fixată în jurul taliei cu curele metalice, conținând figuri gravate ale lui Adam și Eva. Există și alte astfel de centuri în Muzeul Național German din Nürnberg și la British Museum din Londra. Cele mai multe au fost înlăturate din spațiul expozițional pentru a evita rușinea deoarece autenticitatea acestor centuri ca dispozitive medievale a fost pusă în discuție. Mulți istorici contemporani consideră că aceste presupuse „artefacte” datează din secolul al XIX-lea și nu sunt, prin urmare, autentice.
Începând din secolul al XVIII-lea și până în 1930, medicina occidentală a considerat că masturbarea era dăunătoare. Numeroase mențiuni pot fi găsite în revistele medicale ale timpului cu privire la folosirea dispozitivelor asemănătoare centurii de castitate pentru a preveni masturbarea la copii și adolescenți, precum și la femei. Mai multe modele de dispozitive antimasturbare au fost brevetate în SUA până la începutul anilor 1930, când masturbarea nu a mai fost considerată a fi cauza problemelor de sănătate mintală.
În plus, în secolul al XIX-lea, femeile care lucrau puteau folosi centuri de castitate din motive de protecție, ca un „scut antiviol” pentru a împiedica agresiunea sexuală din partea șefilor sau colegilor bărbați; centurile nu au fost purtate o lungă perioadă de timp, fără întrerupere, cu toate acestea, din motive sanitare și de igienă, până la inventarea centurilor din oțel inoxidabil.

## Utilizare modernă
În ciuda asocierii istorice a centurilor de castitate cu femeile, cererea mondială de centuri de castitate pentru bărbați este, potrivit surselor, mult mai mare decât cererea de dispozitive de castitate pentru femei. În consecință, piața dispozitivelor de castitate de sex masculin oferă mai multe opțiuni și o mai mare diversitate, comparativ cu ceea ce este disponibil pe piața dispozitivelor de castitate pentru femei. Printre dispozitivele de castitate pentru bărbați, capcana „cock-and-ball” este cea mai populară, urmată de obicei de un tip de dispozitive mai sigure (fixate în jurul taliei).
Pe 6 februarie 2004, USA Today a raportat că, pe aeroportul din Atena, o centură de castitate din oțel pentru femei a declanșat o alarmă a detectorului de metale. Femeia a explicat că soțul ei a forțat-o să poarte acel dispozitiv pentru a preveni o aventură extraconjugală, în timp ce ea se afla în vacanță în Grecia. I s-a permis să-și continue zborul către Londra pe răspunderea pilotului. Incidentul s-a întâmplat chiar înainte de Crăciun, în decembrie 2003.
În 2007 Comisia pentru Drepturile Omului din Asia a raportat că unele femeile au fost forțate să poarte centuri de castitate în statul indian Rajasthan.
În 2008 maseuzele din Batu (Indonezia) au fost obligate să poarte centuri cu lacăt în timpul orelor de lucru pentru a preveni prostituția.